# Killarneysøerne
Killarneysøerne eller The Lakes of Killarney er en naturskøn attraktion beliggende i Killarney Nationalpark nær Killarney, County Kerry, i Irland. De består af tre søer - Lough Leane, Muckross Lake (også kaldet Middle Lake) og Upper Lake.

## Omgivelser
Søerne ligger i en lav dal omkring 20 over havets overflade. De er omgivet af skråningerne af MacGillycuddy's Reeks. Bemærkelsesværdige bjerge i området omfatter Carrauntoohil, som med 1.038 moh. er Irlands højeste bjerg, Purple Mountain, på 832 meter, Mangerton Mountain, på 843 moh og Torc Mountain, på 535 moh. 
N71-vejen fra Killarney til Kenmare passerer et udsigtspunkt kaldet Ladies View, som byder på udsigt over søerne og dalene. I anledning af Dronning Victorias besøg i 1861 blev punktet tilsyneladende valgt af dronningens hofdamer som det fineste i landet, - deraf navnet.

## Lough Leane
Lough Leane (fra irsk Loch Léin 'læringssø') er den største og nordligste af de tre søer, med et areal på cirka 19 km2. Det er også den største ferskvandsforekomst i regionen. Floden Laune afvander Lough Leane mod nordvest mod Killorglin og ind i Dingle Bay.
Leane er oversået med små skovklædte øer, inklusive Innisfallen, som rummer resterne af det ruinerede Innisfallen Abbey.  På den østlige udkant af søen ligger Ross Island, der mere korrekt er en halvø, og stedet for nogle af de tidligste metalværker fra kobberalderen i det forhistoriske Irland. Ross Castle, en tårnborg (Keep) fra det 15. århundrede, ligger på den østlige bred af søen, nord for Ross Island halvøen.

## Muckross Lake
Muckross Lake er også kendt som Middle Lake eller Torc Lake. Muckross ligger lige syd for Lough Leane. De to er adskilt af en lille halvø, krydset af en stenbuet bro kaldet Brickeen Bridge. Den er Irlands dybeste sø, der nogle steder når ned til 75 meters dybde En asfalteret vandresti på cirka 10 km går rundt om søen. 

## Upper Lake
Upper Lake er den mindste af de tre søer, og den sydligste. Det er adskilt fra de andre af en snoede kanal på omkring 4 kilometers længde.

## Galleri
- Ross Castle synlig på tværs af Lough Leane
- Udsigt nær Ross Castle
- Brickeen Bridge, hvor Lough Leane og Muckross Lake mødes
- Søerne set fra Ladies View
- Endnu en udsigt fra Ladies View point
- Håndtegnet kort over søerne af den franske kunstner Alphonse Dousseau, mellem 1830-1869
- Fotografi af Upper Lake af Fergus O'Connor omkring 1920 med tumult nederst til højre